# Географічне положення
Географі́чне поло́ження — геопросторове відношення певної території чи географічного об'єкта на земній поверхні по відношенню до зовнішнього середовища (інших територій чи об'єктів), елементи якого мають або можуть мати на нього істотний вплив. Головною характеристикою географічного положення є географічні координати.

## Сутність терміна
Поняття географічного положення є ключовим для всієї системи географічних наук. Власне географія і зародилася як наука про методи визначення і фіксації місцеположення об'єктів на земній поверхні відносно один одного або в системі координат. У подальшому виявилось, що визначення місцеположення об'єкта не тільки допомагає відшукати його, але і пояснює деякі властивості цього об'єкта і навіть прогнозувати його розвиток. Важливим елементом географічного дослідження є встановлення та аналіз зв'язків між об'єктами, які визначаються власне їх розміщенням. Таким чином у географії положення розглядається як чинник перспективного розвитку об'єкта.

## Основні види
Розрізняють такі види географічного положення:
- Фізико-географічне — по відношенню до природних об'єктів (материків, кліматичних поясів, гірських хребтів, океанів, річок, озер тощо).
- Політико-географічне — по відношенню до політичних суб'єктів на політичній карті світу, виходу до вод Світового океану, політичних блоків і регіональних угруповань тощо.
- Економіко-географічне — по відношенню до елементів господарства (економічних підприємств, комплексів, районів, областей та ін.)[1].

## Трактування
Поняття «географічне положення» у вузькому розумінні означає розміщення географічних об'єктів, встановлене у системі географічних координат. У такому значенні його використовують у геодезії, картографії, краєзнавстві тощо. Топчієв назвав цей спосіб абсолютною прив'язкою географічних об'єктів.
В «Українській радянській енциклопедії» дається таке визначення географічного положення: «… це географічна широта і довгота місцевості або об'єкта. У фізичній географії — їх розміщення щодо материків, океанів, озер тощо. В економічній і політичній географії — положення країни, населеного пункту тощо щодо інших економіко-географічних об'єктів, а також інших держав».
За визначенням «Географічного енциклопедичного словника» географічне положення — це «положення об'єкта відносно поверхні Землі, а також по відношенню до інших об'єктів, з якими він взаємодіє; важлива характеристика об'єкта, оскільки значною мірою дає уявлення про природні і соціально-економічні умови і особливості місця їх локалізації. Відносно поверхні Землі географічне положення
визначається за допомогою географічних координат. Розрізняють мікроположення (локальне оточення в ареалі безпосереднього контакту з іншими географічними об'єктами), мезоположення (положення в регіоні, країні), макроположення (співвідношення з великими ділянками географічної оболонки або земної поверхні в цілому). Географічне положення — динамічна характеристика, яка змінюється в міру зміни різних властивостей географічного об'єкта і його взаємозв'язків з іншими об'єктами і явищами».
Олег Шаблій вважає географічне положення однією з фундаментальних категорій географічної науки і називає його просторовим відношенням певного об'єкта до географічних даностей, що лежать поза ним і мають чи можуть мати на нього суттєвий вплив. Він відносить ГП до складної категорії, тому що воно завжди індивідуалізує географічний об'єкт. У ГП відображається така його риса як позиційність і унікальність. На думку вченого, ГП — це завжди властивість об'єкта, водночас у ньому відображається його відношення до інших об'єктів і територіальних систем.
У більшості визначень географічного положення, наведених вище, йдеться про розташування (чи просторове відношення) об'єкта, що розглядається, до інших об'єктів, які лежать поза ним. Водночас у шкільному посібнику І. Дітчука і О. Заставецької зустрічаємо подібне визначення з коротким, однак суттєвим доповненням: «географічне положення — це розташування об'єкта щодо інших географічних об'єктів, які розташовані поза їх територією або перетинають її і мають чи можуть мати на неї вплив». Це доповнення («перетин») пояснює різні види географічного положення, зокрема транспортно-географічне, ряд фізико-географічних (у годинних поясах, кліматичних чи географічних поясах, природних зонах, на великих тектонічних, орографічних та інших природно-географічних одиницях) тощо.

## Історія формування поняття
Поняття «географічне положення» відоме з кінця XVIII ст., коли домінувала парадигма географічного детермінізму (все від природи і має бути змінене, якщо не відповідає її законам). Ідеї про обумовленість життя людей і суспільства географічним середовищем висували ще древні мислителі, такі як Демокрит, Геродот, Страбон та ін. Джерелами географічної інформації у цей період були описи окремих країн і народів, характеристики обжитих і віддалених земель. Для цілей мореплавства і торгівлі складалися спеціальні описи морів, портів, торгових центрів, у яких були відомості і про особливості географічного положення країни, через яку проходив торговий шлях. Історико-географ В.К. Яцунський вважав, що першою в історії економіко-географічною працею слід вважати твір італійського вченого Людовика Гвічгардина «Опис Нідерландів», який вийшов у світ в 1567 р., де у першій частині книги дається аналіз географічного положення країни та оцінка моря. В 1650 р. у тих же Нідерландах вийшла праця Варенія (Вареніуса) «Загальна географія», яка вважається першою теоретичною працею з географії.
Пошуки закономірностей просторового розміщення поселень і створення моделей географії міст почалися в першій половині XX ст. Одним із перших вчених, хто підійшов до створення моделей географії міст, був Петро Семенов-Тянь-Шанський.
Географічні аспекти в руслі проблем розміщення господарства розробили німецькі вчені, які створили так звану теорію штандорту (тобто місцерозташування). Представниками цього напрямку були Й. Тюнер, А. Вебер, А. Льош та інші.
Американський географ В. Бунге назвав географію «наукою про місця». В цьому нестандартному і оригінальному визначенні криється глибокий зміст про те, що кожний географічний об'єкт має своє індивідуальне місце.
Виходячи з позицій Бунге, Олександр Топчієв розробив основні постулати географічного дослідження «місця» (місцеположення) як базового поняття географії:
- кожний географічний об'єкт має свою «адресу» відносно земної поверхні, яку називають місцем або місцеположенням;
- географи вивчають місцеположення окремих об'єктів і дають йому відповідну оцінку;
- географи аналізують взаємне розміщення множин різних об'єктів, яке визначає більшу чи меншу їх взаємодію і для характеристики взаємного розміщення географічних об'єктів розглядають взаємну множину місць, яку називають просторовою впорядкованістю або просторовою організацією.

Борис Родоман показав залежність істотних властивостей від їх просторового положення і назвав її «позиційним принципом», під яким розуміється залежність суттєвих властивостей об'єктів від їх положення в просторі.
В українській географічній науці одним з перших українських вчених, які розглядали конкретний вплив географічного положення на розвиток нашої країни, був Степан Рудницький, який зробив це у праці «Українська справа зі становища політичної географії». Значний внесок у розвиток категорії «географічне положення» зробили Олександр Топчієв, Олександр Шаблій, Максим Паламарчук, Микола Пістун, В. Грицевич, В. Лажнік та інші.